# Отто Шиндевольф
Отто Шиндевольф (нім. Otto Heinreich Schindewolf; 7 червня 1896, Ганновер — 10 червня 1971, Тюбінген) — німецький палеонтолог та еволюційний біолог. Досліджував еволюцію коралів та головоногих молюсків. Був дослідником у Марбурзькому університеті в 1919—1927 роках. Далі очолював геологічну службу Берліна. У 1948 році отримав посаду професора в Тюбінгенському університеті. Пішов на пенсію 1964 року.
Відомий власними еволюційними гіпотезами, в яких пропонував швидкий стрибкоподібний хід еволюції замість повільного, що постулюється синтетичною теорією та іншими.

## Біографія
Народився 7 червня 1896 році в Ганновері. Ще в шкільні роки зацікавився геологією, познайомившись з геологом Гансом Штілле, який був його шкільним учителем. 1914 року поступив до Геттінгенського університету. Разом зі своїм професором Р. Ведекіндом переїхав до Марбурга, де у Марбурзькому університеті захистив у 1919 році дисертацію доктора філософії, присвячену девонським амонітам, попри службу в армії під час Першої світової війни. 
1921 року його обрали доцентом Марбурзького університету за дослідження амонітів надродини Perisphinctoidea (підряд Ammonitina). З 1927 року очолив Прусську геологічну службу в Берліні. В цей час заснував науковий журнал «Fortschitte der Paläontologie» та очолив редакцію «Paläontologisches Zentralblatt».